# 웨스트민스터의 에드워드
웨스트민스터의 에드워드(Edward of Westminster, Prince of Wales or Edward of Lancaster, 1453년 10월 13일 - 1471년 5월 4일)는 영국의 왕족으로, 랭커스터 왕가의 국왕 헨리 6세와 그의 왕비 앙주의 마거릿 사이에서 태어난 외아들이다. 태어난 이듬해인 1454년, 윈저 성에서 웨일스 공에 서임되었다. 에드워드의 탄생과 웨일스 공 등극은 모계(母系)의 왕위 계승권이 랭커스터 왕가보다 앞선다는 점을 내세워 그때까지 후사가 없었던 헨리 6세의 추정 상속인 자격을 인정받았던 요크 가문의 요크 공작 리처드 플랜태저넷에게 중대한 정치적 타격을 입혔고, 이듬해인 1455년 장미 전쟁이 발발하는 계기가 되었다. 전황이 불리해지자 어머니와 함께 외가인 프랑스로 망명, 1470년에는 워릭 백작 리처드 네빌의 딸 앤 네빌과 혼인하였다. 이후 1471년 다시 영국으로 돌아가 요크 왕가의 에드워드 4세와 맞서 싸웠으나 튜크스베리 전투에서 전사하였다. 웨스트민스터의 에드워드의 사망으로 랭커스터 왕가의 적통은 끊겼으며, 왕위 계승 권리는 서자 계열인 보퍼트 가문의 상속녀 마거릿 보퍼트를 거쳐 후일 헨리 7세라는 이름으로 튜더 왕가를 건립하는 헨리 튜더에게로 넘어갔다.

## 참고 문헌
- R. A. Griffiths, The Reign of King Henry VI (1981), especially the Epilogue.